# Marc Ledoux
Marc Philippe Ledoux (La Louvière, 4 maart 1986) is een Belgisch tafeltennisser.

## Levensloop
Ledoux nam deel aan de Paralympische Zomerspelen 2004, alwaar hij in het enkelspel de zilveren medaille won en in het dubbelspel goud. In 2008 kwam hij eveneens uit voor België op de Paralympische Zomerspelen in Peking.
Ledoux werd gekozen als laureaat voor de Nationale Trofee Victor Boin in 2001. Hij is afkomstig van Strépy-Bracquegnies. Zijn vader Alain was ook actief in het tafeltennis.